# Дуарте Барбоза
Дуарте Барбоза (порт. Duarte Barbosa; бл. 1480 р. — 1 травня 1521, Себу) — португальський мореплавець, письменник і колоніальний службовець в Португальській Індії (між 1500 і 1516 роками). Він був писарем у фейторії в Кочі та перекладачем з місцевої мови малаялам. Барбоза написав Книгу Дуарте Барбози (порт. Livro de Duarte Barbosa) c. 1516 р., що стала одним із найперших зразків португальської подорожньої літератури.
У 1519 році Барбоза вирушив у першу навколосвітню експедицію під керівництвом свого зятя Фердинанда Магеллана і був убитий у 1521 році на бенкеті, влаштованому раджею Хумабоном на Філіппінах, через кілька днів після битви при Мактані на острові Себу, в якій загинув Магеллан.

## Раннє життя
Батьком Барбози був Діогу Барбоза, слуга Альвару Браганського. В 1501 році він вирушив до Індії у компанії з Альвару, Бартоломеу Маркіонні та 3-ю португальською Індійською армадою на чолі з Жуаном да Нова. Поки Діогу був у від'їзді, Барбоза залишився в Кочі зі своїм дядьком Гонсалу Гілом Барбозою, який працював фактором (раніше Гонсалу подорожував з флотом 1500 Педру Алваріша Кабрала).

## Кар'єра
У 1502 році Гонсалу був переведений в Каннур і Барбоза поїхав з ним. Там Барбоза вивчив місцеву мову малаялам. Наступного року (1503) Барбоза був перекладачем під час контакту Альфонсо де Албукерке з раджею Каннура. У 1513 році Барбоза надіслав листа до короля Мануеля I Португалії як клерка Каннаноре, претендуючи на посаду майстра-клерка, а через рік після цього (1514) Афонсу де Альбукерке використав Барбозу як перекладача, щоб спробувати навернути короля Кочі.

## Книга Дуарте Барбози
У 1515 році Албукеркі послав Барбозу до Кожікоде для спостереження за будівництвом двох кораблів, які мали служити в експедиції до Червоного моря під керівництвом нового губернатора. Барбоза повернувся до Португалії і завершив свій рукопис «Книга Дуарте Барбози». Згідно з передмовою італійського письменника Джованні Баттіста Рамузіо, Барбоза завершив свій рукопис у 1516 році, докладно описуючи іноземні культури. Раніше відомий лише завдяки свідченням Рамузіо оригінальний рукопис був виявлений і опублікований на початку XIX століття в Лісабоні, Португалія.

## Навколосвітнє плавання з Магелланом
Невдоволений своїм становищем, Барбоза приєднався до зустрічі кількох португальців у Севільї на півдні Іспанії. Діогу пішов слідом за Д. Альваро Браганським у вигнання до Севільї, де Альваро став мером, а Дієго став губернатором замку Севільї. У 1516 році Фердинанд Магеллан переїхав до Севільї та подружився з Діогу, обидва подорожували до Індії. Невдовзі Магеллан одружився з сестрою Барбози Беатріс, ставши швагром Дуарте Барбози, що зміцнило зв'язки між родинами Барбози та Магальянс.
10 серпня 1519 року Дуарте Барбоза відплив із Севільї в кругосвітню подорож Магеллана разом зі своїм другом Жуаном Серраном. Його цікавість спонукала його кілька разів залишати експедицію в компанії місцевих жителів під час плавання, що викликало роздратування Магеллана, який планував навіть заарештувати Дуарте. Однак 2 квітня 1520 року допомога Дуарте Барбози була вирішальною для придушення бунту в Пуерто-Сан-Хуліані (в сучасній Аргентині), і після цього Барбоса став капітаном «Вікторії». За словами Антоніо Пігафетти, після смерті Магеллана 27 квітня 1521 року в битві при Мактані (Філіппіни) Барбоза був одним із небагатьох, хто вижив у битві, і був призначений співкомандувачем експедиції разом із Жуаном Серраном. Барбоза безуспішно намагався повернути тіло Магеллана. Він намагався висадити Енріке Малаккського, але відмовився. Незважаючи на винагороду, на яку Енріке мав право згідно із заповітом Магеллана, складеним перед від'їздом, Дуарте Барбоза або Жуан Серран погрожували віддати його в рабство до вдови Магеллана. Відтоді незадоволення Енріке вважалось аргументом на користь його змови з раджею Хумабоном. 1 травня 1521 рокупортугальці були запрошені раджею на бенкет на березі поблизу Себу, Філіппіни, щоб отримати подарунок для короля Іспанії. Там Барбоза та багато інших португальців були вбиті. Жуан Серран був доставлений тубільцями на берег, щоб обміняти його на зброю, але за рішенням штурмана Жуана Карвалью, що підозрював змову, Серран був залишений без допомоги, а Енріке зник.